# الفضاء الأزرق

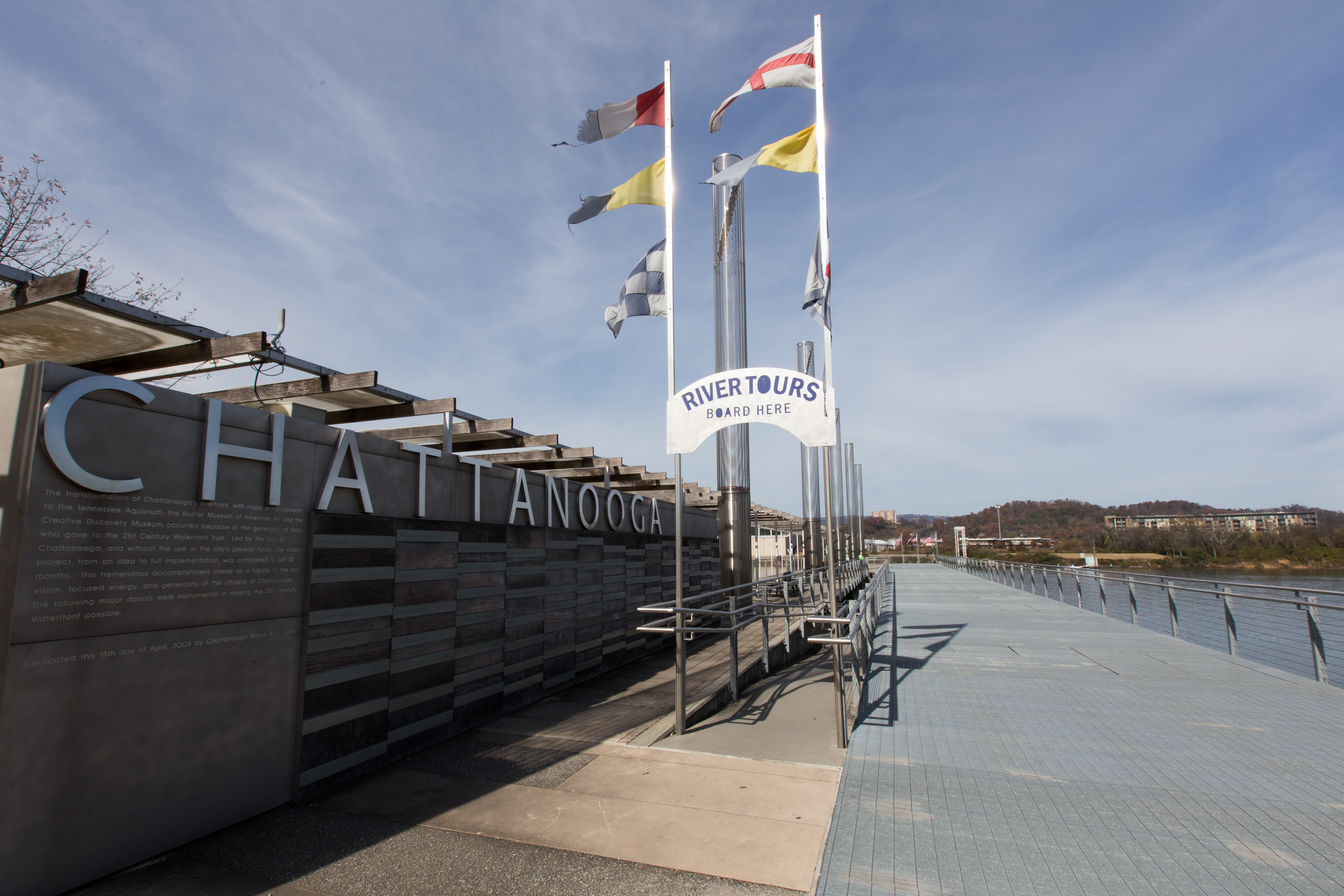
واجهة تشاتانوغا البحرية

يشمل الفضاء الأزرق (يُشار إليه أيضًا بالبنية التحتية الزرقاء) في التخطيط والتصميم الحضريين جميع المناطق التي تهيمن عليها المسطحات المائية السطحية أو المجاري المائية. بالاقتران مع المساحات الخضراء (المتنزهات والحدائق وما إلى ذلك على وجه التحديد: المساحات المفتوحة الحضرية)، قد يساعد في الحد من مخاطر الأمراض المرتبطة بالحرارة من درجات الحرارة العالية في المناطق الحضرية (جزيرة الحرارة الحضرية). توجد المسطحات المائية الحضرية الكبيرة طَبَعِيًا كميزات متكاملة لجغرافيا العديد من المدن بسبب أهميتها الجيوسياسية التاريخية، مثل نهر التايمز في لندن.
يمكن أن تساعد المساحات الزرقاء التي يسهل الوصول إليها في تنشيط الأحياء وتعزيز الترابط الاجتماعي المتزايد ويظهر في مشاريع تجديد الواجهة البحرية مثل (تشاتانوغا، تينيسي)،  وسيتي ديك في غرين باي،  وويسكونسن، أو بروكلين بريدج بارك في مدينة نيويورك، تعزيزها أكثر بمهرجانات الواجهة البحرية مثل أضواء عيد الميلاد في ميديلين، في كولومبيا. إرشادات التصميم التي تعزز المباني الصحية مثل، ويل التي يدريها مكتب الشركات  أو فيتويل التي طورها وأدارها مركز التصميم النشط، توصي بتضمين و ميزات المياه كإستراتيجية لتحسين الصحة والعافية لشاغلي المبنى، و الأسس التسعة للمبنى الصحي التي طورتها كلية تي أتش تشان للصحة العامة في جامعة هارفارد، توصي أيضًا بالوصول الداخلي إلى مناظر الطبيعة أو الطبيعة عناصر مستوحاة.
نظرًا لأن الأحياء التي تتمتع بإمكانية الوصول إلى الميزات الطبيعية الجذابة تكون عرضة للاستطباق، فإن توزيع الفوائد الاجتماعية المرتبطة بالمجموعات المائية غير متساو، إذ تفتقر مناطق العدالة البيئية إلى الوصول إلى المساحات الزرقاء ذات النوعية الجيدة.

## الفوائد الصحية للمساحات الزرقاء
قد يجلب القرب من المسطحات المائية بعض المخاطر على البشر، مثل الأمراض المنقولة بالمياه في مياه الشرب، ومخاطر الفيضانات، أو الغرق. لكن الأدلة العلمية تظهر أن التعرض للمساحات الزرقاء يرتبط أيضًا بمجموعة متنوعة من الفوائد الصحية لمن هم بالقرب من المسطحات المائية. وصفها عالم الأحياء البحرية والاس ج. نيكولز في كتابه العقل الأزرق. إحدى الآليات التي يمكن من خلالها تفسير هذه الظاهرة هي فرضية البيوفيليا التي طورها إدوارد أوسبورن ويلسون،  تنص هذه النظرية أن البشر طوروا علاقة قوية مع الطبيعة خلال تطورهم مما يؤدي إلى البحث اللاوعي عن البيئات الطبيعية، متضمنة المساحات الخضراء والزرقاء. حددت الأبحاث الحديثة ثلاثة مسارات رئيسة يمكن أن تشرح لماذا يمكن أن يكون القرب من المساحات الخضراء والزرقاء مفيدًا للصحة.
- يعالج التخفيف هذه الفوائد الصحية في ما يتعلق بالتحسينات الجسدية التي تجلبها البيئات الطبيعية إلى البيئة المبنية، مثل الحد من جزيرة الحرارة الحضرية، أو تلوث الهواء المروري، أو ضوضاء المرور.
- يركز المعهد على تعزيز النشاط البدني والنتائج الإيجابية الأخرى المرتبطة بزيادة النشاط البدني والتواصل الاجتماعي الذي تعززه المساحات الطبيعية.
- يشرح الاستعادة كيف يمكن للخصائص غير المهددة للبيئات الطبيعية أن تقلل من المشاعر السلبية وتزيد من استعادة الإدراك.[16]

## تأثير المساحات الزرقاء في الصحة الجسدية

### زيادة النشاط البدني
وجدت مجموعة متنوعة من الدراسات أن الأشخاص الذين يعيشون بالقرب من المناطق الساحلية، هم أقل كسلًا وأكثر عرضة للانخراط في نشاط بدني معتدل وقوي مناسب للصحة، وهو ما يمكن تفسيره بسبب الوجود المشجع لمسارات المشي على طول الساحل. يوجد تفسير آخر محتمل في السمات الجمالية للمساحات الزرقاء التي قد تحفز الأفراد على الانخراط في الأنشطة البدنية في المساحات الزرقاء. لكن القرب من المسطحات المائية وحده لا يكفي لتعزيز مستويات النشاط البدني المتزايدة، إذ يجب أن تكون هذه المسطحات في متناول الناس. وجدت دراسة ركزت على المراهقين أن أولئك الذين يعيشون بالقرب من الشواطئ التي يوجد بها طريق رئيس بين منازلهم والمسطح المائي لديهم مستويات أقل من النشاط البدني من أولئك الذين لديهم وصول مباشر إلى الشاطئ.

### تقليل السمنة
قد تقلل المساحات الزرقاء من السمنة لأنها تعزز النشاط البدني المتزايد، وتشير دراسة إلى أن العيش بعيدًا عن المساحات الخضراء أو الواجهة البحرية في المناطق الحضرية قد يزيد من خطر الإصابة بالسمنة.

### تحسين صحة الجهاز التنفسي
يمكن أن يؤدي العيش بالقرب من المساحات الزرقاء إلى تحسين نوعية حياة الأشخاص الذين يعانون من أمراض الجهاز التنفسي، مثل الربو، والذي يمكن تفسيره من خلال الضباب والبخاخات الناتجة عن حركة المياه وهو موضح في دراسة تقيس التأثير في الصحة للون الأخضر والمساحات الزرقاء للمصابين بمرض الانسداد الرئوي المزمن.